# Michaela Almonaster y Roxas
Michaela Leonarda Almonaster y Roxas, par son mariage Michaela Delfau de Pontalba, dite la baronne de Pontalba, est née à La Nouvelle-Orléans le 6 novembre 1795 et morte à Paris 8e le 20 avril 1874.

## Biographie
Fille de Don Andres Almonester y Rojas, notaire espagnol qui avait amassé une grande fortune dans des spéculations foncières en Louisiane, et de Louise Denys de La Ronde, descendante d'une vieille famille française installée au Canada et en Louisiane ; Michaela Almonaster y Roxas épousa, à l'âge de seize ans, son cousin, Célestin Delfau de Pontalba, et s'installa à Paris et au château de Mont-l'Évêque avec sa belle-famille. Ce mariage arrangé ne fut pas heureux, même si le couple eut trois enfants.
Elle resta à Paris et fit l'acquisition en 1836 de l'ancien hôtel d'Aguesseau, 41 rue du Faubourg-Saint-Honoré. Elle le fit reconstruire entre 1842 et 1855 par Louis Visconti. Devenu l'hôtel de Pontalba, c'est aujourd'hui, après plusieurs aménagements et rénovations, la résidence de l'ambassadeur des États-Unis en France. 
Le 11 octobre 1834, Michaela fut violemment attaquée par son beau-père sans scrupules, le baron Joseph-Xavier de Pontalba, qui lui tira dessus avant de retourner son pistolet contre lui-même. En 1836, finalement, elle obtint une séparation judiciaire, mais ne réussit jamais à obtenir le divorce. Néanmoins, Michaela passa 23 ans à prendre soin de son mari lorsque sa santé déclina.
Elle fut sérieusement blessée mais survécut et retourna à La Nouvelle-Orléans en 1848 avec deux de ses trois fils.
Elle y créa une nouvelle place, Jackson Square, et les deux grands immeubles, dits Pontalba Buildings (en), qui la bordent et comptent parmi les bâtiments les plus remarquables de la ville.
Elle retourna ensuite vivre à Paris où elle mourut en 1874.